# Porta da Portagem
A Porta da Portagem foi uma antiga porta da cidade de Lisboa, inserida na cerca fernandina da cidade.
Localizava-se no Terreiro do Paço, para o qual deitava a fachada, em correspondência da Rua da Padaria, confinando com a parede da Rua do Príncipe.